# John Turner (anarquista)
John Turner (Braintree, 24 de agosto de 1864 – Brighton, 9 de agosto de 1934) fue un anarcocomunista inglés. Turner fue la primera persona deportada de Estados Unidos por violar el Acta de Exclusión de Anarquistas de 1903.